# 산양중학교 (경북)
산양중학교(山陽中學校)는 대한민국 경상북도 문경시 산양면 불암리에 있는 공립 중학교이다.

## 학교 연혁
- 1971년 1월 25일 : 산양중학교 설립인가(9학급 편성)
- 1971년 3월 5일 : 제1회 입학식
- 1971년 3월 13일 : 개교 기념식(교육감 참석)
- 1974년 1월 16일 : 제1회 졸업식(3학급 201명)
- 1984년 12월 6일 : 학구변경 편입(봉정1리, 위만2리, 형천1, 2리)
- 2000년 3월 1일 : 학칙 변경(3학급 편성)
- 2007년 1월 4일 : 과학실 개선사업
- 2009년 1월 30일 : 도서실 개선사업
- 2009년 2월 5일 : 기술 가정실 개선사업
- 2023년 9월 1일 : 제21대 김영배 교장 취임
- 2024년 2월 7일 : 제51회 졸업식(졸업생 10명, 총 졸업생 수 4,330명)
- 2024년 3월 4일 : 제54회 입학식(신입생 12명 입학)

## 참고 자료
- 산양중학교 - 한국교육학술정보원 학교알리미